# المدرسة العليا لعلوم وتكنولوجيات التصميم
المدرسة العليا لعلوم وتكنولوجيات التصميم هي إحدى مؤسسات التعليم العالي التونسية وتقع بضاحية الدندان وتتبع جامعة منوبة. وقد بعثت هذه المؤسسة بمقتضى الأمر 1189 المؤرخ في 30 مايو 2000م.
طبقا لإحصائيات العام الدراسي 2007- 2008 م، يبلغ عدد طلبتها 2371 من بينهم 1681 طالبة.

شعار المدرسة العليا لعلوم وتكنولوجيا التصميم

## وصلة خارجية
- موقع المدرسة على الإنترنت.